# Восточные горы Гаро
Восточные горы Гаро (англ. East Garo Hills) — округ в индийском штате Мегхалая. Образован в 1976 году в результате реорганизации округа Горы Гаро. Административный центр — город Уилльямнагар. Площадь округа — 2603 км². По данным всеиндийской переписи 2001 года население округа составляло 250 582 человек. Уровень грамотности взрослого населения составлял 60,6 %, что немного выше среднеиндийского уровня (59,5 %). Доля городского населения составляла 14,3 %.